# 練馬区立石神井小学校
練馬区立石神井小学校（ねりまくりつ しゃくじいしょうがっこう）は、東京都練馬区石神井台一丁目にある区立小学校。
大泉小学校、練馬小学校とともに、練馬区における近代教育の源流となった小学校である。各学年3学級100名程度が在籍しているほか、通級制のきこえとことばの教室（難聴・言語障害学級）が設置されている。略称として主に石小と呼ばれる。

## 沿革
- 1874年（明治7年）5月18日 - 下石神井村禅定院にて第一大学区第三中学区第五番小学豊島学校（豊島小学校）として開設。同年分校が4つ開設された。
- 1876年（明治9年）7月 - 3つの分校がそれぞれ独立（豊渓学校-下土支田村、豊西学校-上土支田村、豊関学校-関村）。
- 1879年（明治12年）2月27日 - 残る1つの分校が豊渓学校へ合併。
- 1879年（明治12年）9月27日 - 上石神井村に第三中学区第三十番公立小学豊石学校開設。
- 1901年（明治34年）7月 - 上石神井村に仮高等小学校（通称峰さん学校）を開設。
- 1902年（明治35年）3月28日 - 豊島小学校・豊石小学校を統合し高等科を加えて東京府北豊島郡石神井尋常高等小学校となる。
- 1910年（明治43年）12月17日　- 現在地に移転。
- 1932年（昭和7年）10月1日 - 石神井村が東京市に編入され、東京府東京市石神井尋常高等小学校となる。
- 1941年（昭和16年）4月1日 - 国民学校令施行により東京府東京市石神井国民学校となる。
- 1943年（昭和18年）7月1日 - 東京都制施行により東京都石神井国民学校となる。
- 1944年（昭和19年）8月19日 - 群馬県碓氷郡松井田町へ中・高学年児童の疎開。
- 1945年（昭和20年）4月30日 - 群馬県北甘楽郡妙義町へ低学年児童の疎開。
- 1947年（昭和22年）4月1日 - 学校教育法施行により板橋区立石神井小学校に改称。
- 1947年（昭和22年）8月1日 - 分区により練馬区が成立。練馬区立石神井小学校となる。
- 1951年（昭和26年）2月15日 - 校歌（詞・草野心平／曲・宅孝二）制定。
- 1954年（昭和29年）11月1日 - 上石神井小学校を分離。
- 1955年（昭和30年）4月1日 - 光和小学校を分離。
- 1959年（昭和34年）4月1日 - 分校を設置し2年後に上石神井北小学校として分離。
- 1966年（昭和41年）9月17日 - プール完成。
- 1971年（昭和46年）4月1日 - 下石神井小学校を分離。

## 通学区域
- 東京都練馬区[1]
  - 上石神井3丁目（1〜33番）、下石神井6丁目（34〜44番）、石神井台1丁目・2丁目（1番）、石神井町3丁目（1〜2番・10〜15番）・5 - 6丁目

## 進学先中学校
- 練馬区立上石神井中学校、練馬区立石神井南中学校、練馬区立石神井中学校[2]

## 学区内の主な施設
- 石神井警察署
- 石神井公園
- 練馬区立石神井図書館
- 練馬区立石神井公園ふるさと文化館
- 早稲田大学高等学院・中学部
- 練馬区立石神井中学校
- 清心幼稚園
- 石神井公園団地
- 三宝寺

## 交通
- 西武池袋線石神井公園駅より
徒歩16分または西武バス荻14・石22
- 西武新宿線上井草駅より
徒歩20分または西武バス荻14・荻15
- 西武バスJA東京あおばバス停より徒歩1分

## 出身者
- 伊藤博（野球トレーニングコーチ）
- 大山即席斎（即席麺評論家、エッセイスト）